# Martin Adams
Martin Adams (* 4. Juni 1956 in Sutton) ist ein englischer Dartspieler.

## Karriere

### 1981–1996: Karriereanfänge und Etablierung in der BDO
Adams begann 1981 mit dem Dartsport und wurde im Jahr darauf Mitglied in der BDO. 1988 trat Adams dann erstmals bei einem TV-Turnier in Erscheinung, als er beim British Professional die Runde der letzten 32 erreichte. Zwei Jahre später spielte er sich bei den British Open bis ins Viertelfinale. Ebenfalls 1990 nahm Adams beim World Masters teil und schied in der Runde der letzten 32 aus.
Zwei Jahre später kam Adams beim gleichen Turnier erstmals in ein Major-Viertelfinale, das er gegen den Schweden Magnus Caris verlor. Beim British Pentathlon 1993 belegte Adams Platz 3.
Bei den Denmark Open im August 1993 kam Adams bis ins Halbfinale. Daraufhin kam 1994 seine Karriere richtig ins Rollen. Bei der BDO World Darts Championship besiegte Adams zunächst den Dänen Per Skau mit 3:0, bevor er 3:1 gegen Bob Taylor gewann. Erst im Viertelfinale unterlag er Magnus Caris mit 2:4.
Später im Jahr gewann er dann seinen ersten großen BDO/WDF-Titel, indem er die British Open im Finale gegen Stefan Nagy gewann. Auch beim British Pentathlon und dem Teamwettbewerb des WDF Europe Cup ging Adams als Sieger hervor. Im Einzel erreichte er außerdem das Finale, musste sich aber Steve Beaton geschlagen geben. Beim World Masters verlor Adams im Halbfinale erneut gegen Beaton.
Bei der BDO World Darts Championship 1995 konnte Adams im Vergleich zum Vorjahr noch einen drauf setzen. Zunächst besiegte er den Belgier Bruno Raes mit 3:1, bevor er Kevin Painter – der zu dem Zeitpunkt noch am Anfang seiner Karriere war – mit 3:0 schlagen konnte. Im Viertelfinale gewann Adams dann knapp mit 4:3 gegen Mike Gregory. Ein knappes Halbfinale gab es dann auch gegen Raymond van Barneveld, diesmal jedoch mit besserem Ausgang für den Gegner. Adams verlor 4:5, gewann allerdings mit £8.000 sein bisher höchstes Preisgeld.
Im Kalenderjahr 1995 liefen zunächst keine großen Titel für Adams zusammen. Bei den Isle of Man Open, den Welsh Open und den Denmark Open kam er zwar jeweils ins Finale, konnte allerdings keins davon gewinnen. Im Oktober gelang ihm jedoch beim WDF World Cup der Hattrick aus gewonnenem Einzel-, Doppel- und Teamwettbewerb. Am Ende des Monats spielte er sich beim World Masters außerdem ins Halbfinale, wo er gegen den späteren Turniersieger Erik Clarys verlor.
Bei der BDO World Darts Championship siegte Adams zunächst über den Australier Darren Webster mit 3:1, bevor er gegen Geoff Wylie aus Nordirland mit 3:2 gewann. Im Viertelfinale traf Adams dann auf Steve Beaton, dem er mit 1:4 unterlag.
1996 wurde das bisher erfolgreichste Jahr von Adams. Siege bei den Finnish Open, den Swiss Open, dem British Pentathlon und dem British Matchplay gelangen in der ersten Jahreshälfte, bevor er auch beim WDF Europe Cup den Sieg sowohl im Einzel-, als auch im Doppel- und Teamwettbewerb errang. Schließlich gewann Adams auch sein erstes Dartsmajor beim Dutch Grand Masters.

### 1997–2001: Formtief, erste Majortitel und PDC
Entgegen diesem Trend schied Adams als Erstgesetzter bei der BDO World Darts Championship 1997 erstmals in der ersten Runde aus. Gegen Roger Carter aus den Vereinigten Staaten gelang ihm nur ein Satzgewinn.
Im August gewann Adams dann die Belgium Open, es blieb jedoch der einzige große Titel des Jahres. Beim World Masters war bereits im Achtelfinale Schluss. Auch bei der BDO World Darts Championship 1998 schied Adams in Runde eins aus. Mit 2:3 musste er sich Robbie Widdows geschlagen geben.
Seinen Titel bei den Belgium Open konnte Adams verteidigen. Hinzu kam der Sieg im Team beim WDF Europe Cup. Ebenfalls erfolgreicher verlief das World Masters, bei dem er das Halbfinale erreichte, welches er gegen den Finalsieger Les Wallace verlor.
Bei der BDO World Darts Championship 1999 ging Adams dennoch wieder ungesetzt ins Turnier. In der ersten Runde traf er auf Mike Gregory und gewann mit 3:1. Auch gegen Graham Hunt siegte er mit 3:1 und zog damit ins Viertelfinale ein. Das Spiel ging über die volle Distanz von neun Sätzen und wurde von Adams knapp mit 4:5 verloren.
Dieser Viertelfinaleinzug brachte etwas Schwung mit ins neue Jahr, sodass Adams die Swiss Open, das British Pentathlon und die Scania Open gewinnen konnte. Auch beim WDF World Cup siegte Adams wieder einmal als Teil des englischen Teams. Das Haaglanden World Top 16 Event konnte er ebenfalls für sich entscheiden.
Mit dem Jersey Festival of Darts nahm Adams im November 1999 erstmals an einem Turnier der Professional Darts Corporation teil und erreichte das Viertelfinale. Zum Abschluss der Saison musste Adams jedoch zwei Dämpfer hinnehmen. Zunächst war beim World Masters im ersten Spiel Schluss. Dazu kam nach der Jahrtausendwende bei der BDO World Darts Championship 2000 das Erstrundenaus mit 2:3 in Sätzen gegen Steve Coote.
Die nächste Saison begann mit dem Sieg beim German Gold Cup. Im Juni folgte dann ein weiterer Erfolg beim British Pentathlon, bevor Adams erstmals an einem PDC-Major teilnahm. Beim World Matchplay 2000 traf er in Runde 1 auf Shayne Burgess. Das Spiel, welches in die Verlängerung musste, endete schließlich mit 13:15 und damit dem Erstrundenaus für Adams.
Im August 2000 folgte der erste PDC-Titel bei den Denmark Open und im September der Sieg im Teamwettbewerb beim WDF Europe Cup. Beim Sunparks Masters im November gelang Adams ein weiterer PDC-Sieg. Ein Achtelfinale erreichte Adams im Dezember beim World Masters.
Beim European Grand Masters gewann Adams zunächst seine Vorrundengruppe dank knappem Sieg im letzten Spiel über Co Stompé. Mit 2:1 siegte er dann im Viertelfinale über Les Wallace. Im Halbfinale folgte ein knappes Spiel über Raymond van Barneveld, dass Adams mit 3:2 gewann. Im Finale traf Adams dann auf Steve Beaton. Ein ebenfalls spannendes Spiel endete mit glücklicherem Ausgang für Adams, der sich mit 5:4 zum Sieger des Majors krönen konnte.
Wenig später siegte Adams auch beim Haaglanden World Top 16 Event, bevor er bei der BDO World Darts Championship 2001 erneut als ungesetzter Spieler antrat. Er siegte dort auch zwar in Runde eins gegen Erik Clarys, verlor jedoch in Runde zwei gegen Ronnie Baxter mit 1:3.
2001 begann mit der Titelverteidigung des German Gold Cup. Hinzu kamen Siege bei den German Open und den Antwerp Open und zum insgesamt fünften Mal auch des British Pentathlon.
Adams qualifizierte sich erneut für das World Matchplay und gewann erstmals auch ein Spiel. In der ersten Runde siegte er über Mick Manning mit 10:7. In der zweiten Runde gewann Adams dann auch gegen Alan Warriner mit 13:11 und zog somit ins Viertelfinale ein. Dabei traf er auf Dennis Smith, den er ebenfalls mit 16:12 schlagen konnte. Im Halbfinale wartete dann Dartslegende Phil Taylor auf ihn, gegen den Adams beim 9:17 relativ chancenlos war.
Beim Einzel- und Teamwettbewerb des WDF World Cup gewann Adams erneut. Kurz darauf nahm er zum ersten Mal am World Grand Prix Teil, wo er in der ersten Runde den Erstplatzierten der PDC-Weltrangliste Peter Manley mit 2:1 schlagen konnte. In der zweiten Runde gewann er dann mit 3:0 gegen Alex Roy, bevor er mit 5:6 denkbar knapp im Viertelfinale an John Lowe scheiterte.
Zur Jahresstatistik kommt ebenfalls ein Achtelfinale beim World Masters sowie ein Viertelfinale beim Doeland Grand Masters hinzu.

### 2002–2005: Auf und Ab und WM-Finale
Bei der BDO World Darts Championship gelang Adams als Zweitgesetztem in Runde eins gegen Peter Johnstone ein ungefährdeter 3:0-Sieg. Gegen Steve Coote in Runde zwei spielte er daraufhin 3:1 und zog ins Viertelfinale ein. Erneut gab Adams nur einen Satz ab und siegte mit 5:1 gegen Wayne Jones. Im Halbfinale gegen Tony David ging es bis in den letzten Satz, den David letztendlich für sich entschied.
Da ab 2002 nur noch Mitglieder der PDPA an den Turnieren der PDC teilnehmen dürfen, blieb Adams die Teilnahme zum Beispiel am World Matchplay verwehrt. Von nun an spielte er wieder ausschließlich die BDO/WDF-Turniere und gewann mit dem German Gold Cup und den Finnish Open direkt wieder zwei große Turniere. Hinzu kommt ein Finale beim British Pentathlon und der Sieg im Doppel beim WDF Europe Cup gemeinsam mit Mervyn King. Im September 2002 gewann Adams das French Open gegen Mensur Suljović.
Beim World Masters verlor Adams erst im Achtelfinale gegen Steve Beaton. Die Generalprobe zur nächsten WM beim Doeland Grand Masters begann mit einem Gruppensieg über James Wade, Co Stompé und Tony O’Shea. Im Viertelfinale verlor er dann jedoch mit 0:2 gegen Raymond van Barneveld.
Als Viertgesetzter ging Adams in die BDO World Darts Championship 2003. Zunächst besiegte er Co Stompé mit 3:1, unterlag dann aber dem Schotten Bob Taylor mit 1:3.
In der ersten Hälfte des Jahres 2003 kam Adams nur einmal ins Halbfinale – bei der International Darts League — und wurde Dritter beim British Pentathlon. Erst beim WDF World Cup gewann Adams im Doppel mit Mervyn King. Im Einzel kam er ins Halbfinale.
Sowohl beim World Masters als auch beim Doeland Grand Masters wiederholte Adams sein Vorjahresergebnis. Beim World Masters verlor er gegen Andy Fordham und in den Niederlanden gegen Rick Hofstra.
Zur BDO World Darts Championship 2004 verlor Adams im Vergleich zum Vorjahr zwei Plätze und startete als Sechstgesetzter ins Turnier. Knapp verlor er dabei in Runde eins gegen Ritchie Davies.
2004 gewann Adams das British Pentathlon zum sechsten Mal, hinzu kam drei Monate später der Finaleinzug bei der World Darts Trophy, der Sieg bei den British Open und im Team beim WDF Europe Cup. Beim World Masters unterlag Adams erst im Viertelfinale Ted Hankey. Beim Doeland Grand Masters schied Adams erstmals in der Gruppenphase aus.
Als Siebter der BDO-Weltrangliste stieg Adams in die BDO World Darts Championship 2005 ein. Nach einem knappen 3:2-Sieg über Davy Richardson konnte er sich auch in der zweiten Runde mit dem gleichen Ergebnis gegen John Henderson durchsetzen. Im Viertelfinale traf Adams auf Ted Hankey. Diesmal siegte „Wolfie“ mit 5:3 und zog damit ins WM-Halbfinale ein. Hier zeigte sein Gegner Simon Whitlock keine Gegenwehr und Adams durfte nach einem 5:0-Sieg im Finale gegen Raymond van Barneveld. Dieser war dann jedoch zu stark für Adams und errang mit 2:6 seinen vierten Weltmeistertitel.
Im Februar 2005 gewann Adams die Scottish Open gegen Gary Anderson. Bei der International Darts League und der World Darts Trophy zog er ins Halbfinale ein.
Ebenfalls ins Semifinale kam Adams beim World Masters nach Siegen über Kirk Shepherd, Glen Durrant und Darryl Fitton, bevor er dem zukünftigen Turniersieger Raymond van Barneveld unterlag.
Beim Leendesk Masters gewann Adams in der Gruppenphase gegen Gary Robson und Tony O’Shea, bevor er mit 3:0 gegen Dick van Dijk gewann. Auch im Halbfinale gelang der Sieg, diesmal mit 3:1 gegen Ted Hankey, sodass Adams zum zweiten Mal in diesem Jahr in ein Major-Finale einzog. Mit 4:5 verlor er jedoch auch dieses gegen Mervyn King.

### 2006–2008: WM-Titel & Sieg beim World Masters
Die BDO World Darts Championship 2006 begann Adams dank seiner starken Auftritte im Vorjahr als Zweitgesetzter. Er gewann auch sein erstes Match erwartungsgemäß mit 3:1 gegen Darryl Fitton. Mit 4:3 war das Zweitrundenergebnis gegen Martin Atkins deutlich knapper, anders als im Viertelfinale, das Adams mit 5:2 gegen Mike Veitch gewann. In seinem vierten WM-Halbfinale verlor Adams jedoch gegen den Finalgegner vom vergangenen Jahr Raymond van Barneveld, kurioserweise wieder mit 2:6.
2006 gelangen zwar keine großen Siege, dafür wieder einige Finals. Unter anderem bei den German Open, den Norway Open und der World Darts Trophy unterlag Adams erst im Endspiel. Auch beim World Masters erreichte Adams nach Siegen über Andy Boulton, Co Stompé und Steve Farmer das Finale. Dieses Finale endete mit 5:7 für seinen Gegner, den damals noch wenig beachteten Michael van Gerwen, welcher mit 17 Jahren sein erstes Major-Turnier gewann.
Erstmals beendete Adams das Jahr als Erstplatzierter der BDO-Weltrangliste und ging somit als Topgesetzter in die BDO World Darts Championship 2007. Zunächst gewann Adams mit einer deutlichen Leistung und 3:0 in Sätzen gegen Tony O’Shea. In Runde zwei siegte „Wolfie“ dann mit 4:1 gegen Co Stompé. Im Viertelfinale traf Adams dann auf Ted Hankey und schlug ihn mit 5:3, um erneut in sein insgesamt fünftes WM-Halbfinale einzuziehen. Dort lieferten sich er und sein langjähriger Doppelpartner Mervyn King einen harten Kampf, welcher erst im letzten Satz für Adams entschieden wurde.
Im Finale galt Adams, welcher auf den Qualifikanten Phill Nixon treffen sollte, als klarer Favorit. Dieser Rolle schien er auch mehr als gerecht zu werden, indem mit bei sieben benötigten Sätzen zwischenzeitlich mit 6:0 führte. Es folgte jedoch ein phänomenales Comeback für seinen Gegner, welchem es gelang zum 6:6 auszugleichen und einen Entscheidungssatz zu erzwingen. In diesem behielt Adams jedoch klar die Oberhand und checkte mit 14 und Doppel 20 zum 3:0 in Legs zu seinem ersten Weltmeistertitel. Adams strich dabei ein Preisgeld von £70.000 ein.
Es folgten weitere Turniersiege bei den German Open sowie im Teamwettbewerb des WDF World Cup. Beim World Masters 2007 verlor Adams im Viertelfinale gegen Robert Thornton. Ebenfalls ins Viertelfinale kam „Wolfie“ beim Zuiderduin Masters. Weitere Erfolge blieben jedoch aus und somit schloss Adams das Jahr auf Platz vier der Weltrangliste ab.
Ironischerweise hieß der erste Gegner bei der BDO World Darts Championship 2008 wie im Vorjahresfinale Phill Nixon. Diesmal ließ Adams jedoch kein Comeback zu und gewann mit 3:0. Ebenfalls keinen Satz gab Adams in Runde zwei gegen Martin Phillips ab. Bis in den letzten Satz jedoch ging das Viertelfinale gegen Robert Thornton, das Adams mit 5:4 gewann. In seinem vierten WM-Halbfinale in Folge verlor Adams dann allerdings gegen Mark Webster, der sich später dann auch zum Weltmeister krönen konnte.
2008 errang Adams erstmal „nur“ Siege beim British Pentathlon und dem Doppelwettbewerb des WDF Europe Cups mit John Walton. Im Dezember siegte Adams jedoch beim World Masters gegen Martin Atkins, Steve Farmer und Tony O’Shea, bevor er auch im Finale gegen Scott Waites gewann.
Dem entgegen schied Adams beim Zuiderduin Masters in der Gruppenphase aus.

### 2009–2011: unangefochtene Nummer eins der BDO
Bei der BDO World Darts Championship 2009 siegte Adams zunächst mit 3:2 gegen Dave Chisnall. In Runde zwei gewann er dann ebenfalls gegen Daryl Gurney, diesmal 4:2. Ein knappes 5:4 reichte gegen Gary Robson zum erneuten Halbfinaleinzug, der diesmal gegen Ted Hankey verloren ging.
Im Sommer 2009 gewann Adams das British Pentathlon und das IDPA Lakeside Classic. Hinzu kommt die Titelverteidigung beim World Masters, indem er 7:6 gegen Robbie Green gewann.
Ende November gewann Adams dann auch das Sunparks Masters und erreichte das Finale beim Zuiderduin Masters 2009, dass er mit 2:5 gegen Darryl Fitton verlor.
Als Nummer drei der Setzliste gewann Adams in Runde eins gegen Tony Fleet mit 3:0. In der zweiten Runde siegte er ebenfalls gegen Daryl Gurney mit 4:1 und zog damit ins Viertelfinale ein. Auch hier behielt Adams die Oberhand und siegte souverän mit 5:2 gegen Garry Thompson. Nicht ganz so leicht machte es ihm Martin Phillips im Halbfinale. Adams gewann aber dennoch mit 6:4 und zog somit in sein drittes WM-Finale ein. In diesem traf er auf Dave Chisnall, welchen er mit 7:5 besiegte und damit seinen zweiten Weltmeistertitel errang. Er war damit der erste Dartspieler, welcher bei der BDO ein Preisgeld von £100.000 einstrich. Zusätzlich griff Adams auch das Extra-Preisgeld für das höchste geworfene Finish ab.
Im darauffolgenden Jahr 2010 errang Adams gleich mehrere Titel. Im Februar gewann er das Finale der Dutch Open gegen Scott Waites. Im Juni folgte der Titel der BDO International Open. Mit Waites gemeinsam holte er den Doppeltitel beim WDF Europe Cup.
Beim World Masters siegte Adams unter anderem gegen Jan Dekker und Scott Waites. Im Finale schlug er dann mit 7:3 Stuart Kellett und gewann zum dritten Mal in Folge das traditionsreiche Turnier.
Beim Zuiderduin Masters siegte Adams in seiner Vorrundengruppe gegen Jan Dekker und Wesley Harms und schlug im Viertelfinale Dean Winstanley. Im Halbfinale unterlag er dann Robbie Green mit 1:3.
In die BDO World Darts Championship 2011 startete der Titelverteidiger als Topgesetzter. Mit 3:1 gewann er in Runde eins gegen Tony West. Im Zweitrundenspiel gegen John Walton musste Adams bis in den siebten und letzten Satz, den er aber schließlich ebenfalls für sich entschied. Seinen Gegner im Viertelfinale Ross Smith dominierte Adams klar und gewann mit 5:0. Erneut traf Adams dann im Halbfinale auf Martin Phillips. Auch das Ergebnis war mit 6:4 das Gleiche. Somit kam Adams erneut ins Finale, welches er wie im Vorjahr mit 7:5 – diesmal gegen Dean Winstanley – gewann.
Ebenfalls gelang Adams die Titelverteidigung bei den Dutch Open bei gleichem Finalgegner wie bei der WM. Ebenfalls gewann er zum neunten und letzten Mal beim British Pentathlon. Erstmals seit 2007 gewann er jedoch nicht das World Masters, kam aber ins Halbfinale.
Passabel spielte Adams auch den WDF World Cup 2011. Im Doppel und Team siegreich, erreichte er im Einzel zumindest das Finale, indem Scott Waites jedoch gegen ihm gewann. Beim Zuiderduin Masters schied Adams im Halbfinale ebenfalls gegen Waites aus.

### 2012–2016: Auf und Ab in der Karriere
Erneut als Topgesetzter startete Adams in die BDO World Darts Championship 2012. Gegen einen ungefährlichen Scott Mitchell gewann Adams in Runde eins 3:0. Ebenfalls ohne Satzverlust gewann Adams gegen Gary Stone. Anders jedoch verlief das Viertelfinale gegen Tony O’Shea. Hierbei verlor „Wolfie“ mit 2:5 und schied damit erstmals seit 2004 bei der WM im Viertelfinale aus.
Im März 2012 gewann Adams die Hal Open. Es blieb jedoch der einzige Titel in diesem Kalenderjahr. Beim World Masters schied Adams nach einem Spiel aus. Auch beim Zuiderduin Masters gewann Adams kein Spiel.
Immer noch als Top zwei der Setzliste ging Adams zur BDO World Darts Championship 2013. Er verlor jedoch erstmals seit 2004 in Runde eins. Jimmy Hendriks schlug ihn denkbar knapp mit 2:3.
Im Jahr 2013 gewann Adams zwei Titel. Mit den Belgium Open und den Antwerp Open beide auf belgischem Boden. Beim World Masters schied Adams in der Runde der letzten 32 gegen James Wilson aus. Beim Zuiderduin Masters gewann Adams ein Spiel, scheiterte aber als Zweiter in der Gruppenphase.
Aufgrund von zwei eher schwächeren Jahren von „Wolfie“ war dieser bei der BDO World Darts Championship 2014 nicht mehr gesetzt und musste sogar den Weg über die Vorrunde gehen. Dabei gewann er mit 3:1 gegen David Cameron. In Runde eins schlug er einen überraschend schwachen drittgesetzten Tony O’Shea mit 3:0. Mit 4:1 gewann Adams dann auch gegen Ross Montgomery. Erst im Viertelfinale war Schluss. 2:5 lautete das Ergebnis gegen Jan Dekker.
Bei der BDO World Trophy gewann Adams gegen Robert Rickwood und Jan Dekker, unterlag dann aber Ross Montgomery mit 8:10.
2014 gewann Adams dann wieder mehrere Turniere wie die Hal Open, die Welsh Open, die BDO International Open und die IDBT Open. Hinzu kommen mehrere Finals und Halbfinals, unter anderem beim World Masters, wo er im Semifinale mit 5:6 an Jamie Hughes scheiterte. Beim Zuiderduin Masters überstand Adams nach zwei Jahren wieder einmal die Gruppenphase und schied im Viertelfinale aus.
Bei der BDO World Darts Championship 2015 war Adams wieder als drei gesetzt. Er gewann gegen Jan Dekker mit 3:1 und in Runde zwei mit 4:9 gegen einen schwachen Jim Widmayer. Auch im Viertelfinale gewann Adams. Mit 5:1 zog er gegen Ross Montgomery ins Halbfinale ein. In einem hochspannenden Spiel gewann Adams mit 6:5 gegen Glen Durrant und zum ersten Mal seit seinem letzten Titelgewinn ins Finale ein. Dieses Spiel gegen Scott Mitchell, welches bis in den finalen Satz ging, endete schließlich mit einem Sieg für Mitchell nach 1:3 im letzten Satz.
2015 gewann Adams die Dutch Open gegen Darryl Fitton. Hinzu kam ein Titel bei den Hal Open. Keinen Sieg erringen konnte er bei der BDO World Trophy. Mit 5:6 verlor er gegen Jim Widmayer. Beim World Masters zog Adams ins Halbfinale ein, in welchem er Larry Butler mit 4:5 unterlag.
Nachdem Adams in den Jahren zuvor die Einladung immer abgelehnt hatte, nahm er 2015 erstmals am Grand Slam of Darts teil. In seiner Vorrundengruppe besiegte er sowohl Ian White, als auch Jelle Klaasen und Steve Beaton und wurde somit Gruppensieger. In einem knappen Achtelfinale unterlag er 9:10 gegen Kim Huybrechts.
Beim Finder Darts Masters zog Adams nach Siegen über Tony O’Shea und Danny Noppert ins Finale ein, indem er gegen Glen Durrant mit 2:5 verlor. Bei der BDO World Darts Championship 2016 schied Adams überraschend ohne Satzgewinn gegen Jeff Smith aus.
Im Finale der Dutch Open gewann Adams gegen Danny Noppert seinen vierten Titel bei diesem Turnier und wurde damit Rekordsieger. Es sollte jedoch der einzige Titel bleiben. Bei der BDO World Trophy gewann er in Runde eins gegen Madars Razma, verlor dann aber in Runde zwei gegen Dean Reynolds. Erneut startete er beim Grand Slam of Darts, gewann diesmal aber kein Spiel.
Beim World Masters gewann Adams zwar kein Spiel, beim Finder Darts Masters unterlag er jedoch erst im Viertelfinale Glen Durrant.

### 2017 bis heute
Als Fünftgesetzter startete Adams in die BDO World Darts Championship 2017. Nach einem 3:2 gegen Ryan Joyce und einem deutlicheren 4:1 über Jeff Smith unterlag er im Viertelfinale Jamie Hughes mit 4:5.
2017 gelang Adams dann kein Titelgewinn. Mehrere Viertelfinals wurden erreicht, unter anderem bei der BDO World Trophy nach Siegen über Cameron Menzies und Dean Reynolds, mit anschließender Niederlage gegen Turniersieger Peter Machin. Beim World Masters sowie auch beim Finder Darts Masters schied Adams in Runde eins aus.
Die BDO World Darts Championship 2018 verlief dann ebenfalls nicht viel besser. Gegen den Zweitgesetzten Mark McGeeney reichte es nur für ein 2:3.
Das World Masters beendete Adams unter den letzten 48. Zu diesem Zeitpunkt stand aber bereits fest, dass Adams im nächsten Jahr zum ersten Mal seit 1993 nicht an der BDO-Weltmeisterschaft teilnehmen wird, da er beim Qualifier in der zweiten Runde ausschied.
Dennoch gelang ihm im Jahr 2018 ein Titelgewinn. Im Finale der Italian Open schlug er den Spanier Ricardo Perez Ibarra mit 6:5. Beim Finder Darts Masters schied Adams jedoch ohne Sieg aus.
2019 kam Adams ins Finale des Welsh Classic, in dem er Dave Parletti unterlag. Bei der BDO World Trophy scheiterte Adams in Runde eins an Scott Mitchell. Das World Masters ließ er erstmals aus. Dafür nahm er wieder an der BDO-WM teil.
Bei der letzten BDO World Darts Championship 2020 traf Adams in Runde eins auf Scott Waites. Dieser gewann das Spiel mit 2:3 und beendete damit seine Major-Karriere bei der BDO. Adams stand zuletzt noch im Finale der Isle of Man Open, dann unterbrach die COVID-19-Pandemie seine Karriere. Die BDO wurde daraufhin liquidiert und Adams startete ab sofort nur noch bei der WDF. Dort erreichte er unter anderem bei den British Open das Achtelfinale.
Bei der WDF World Darts Championship 2022 spielte Adams das Auftaktmatch gegen Jarred Cole, welches er ohne Satzgewinn verlor. Besser lief es im Februar 2022 dafür bei der neu geschaffenen Senioren-Weltmeisterschaft, der World Seniors Darts Championship, an den Start. In seinem ersten Spiel gegen Richie Howson, welches er mit 3:2 gewann, spielte Adams insgesamt fünf High-Finishes. Eines davon war einer 153 zum Sieg. Nachdem er sich auch gegen Larry Butler und Terry Jenkins hatte durchsetzen können, traf „Wolfie“ im Finale auf Robert Thornton. Dieser erwies sich als zu stark für Adams und gewann mit 1:5 den Senioren-WM-Titel.
Adams kehrte daraufhin dem Profidart vorerst den Rücken zu und konzentrierte sich auf die Turniere der World Seniors Darts Tour (WSDT). So nahm er ebenfalls am World Seniors Darts Masters 2022 teil, wo er im Viertelfinale gegen Tony O’Shea ausschied. Beim World Seniors Darts Matchplay 2022 unterlag Adams erneut gegen Thornton. Dieses Mal bereits im Halbfinale mit 7:9.
Bei der World Seniors Darts Championship 2023 war Adams erneut eingeladen. Er siegte hierbei in der ersten Runde mit 3:1 gegen Dave Prins, unterlag jedoch in seinem zweiten Spiel Leonard Gates mit 0:3. Kurz darauf nahm Adams an der ersten Austragung des Champion of Champions teil. Er gewann sein Viertelfinale gegen Trina Gulliver mit 10:7, verlor im Halbfinale jedoch erneut gegen Gates, diesmal mit 11:13. Beim World Seniors Darts Masters 2023 musste Adams zum ersten Mal ein Turnier der WSDT ohne Sieg verlassen. Er verlor sein Auftaktmatch gegen Dennis Harbour mit 2:4.
Die World Seniors Darts Championship 2024 begann für Adams mit einem knappen 3:2-Sieg über Deta Hedman. Im Achtelfinale war er jedoch gegen Jim Long chancenlos. Beim Champion of Champions 2024 erreichte Adams das Halbfinale, das er mit 11:13 gegen den späteren Titelträger Richie Howson verlor.

## Weltmeisterschaftsresultate

### BDO
- 1994: Viertelfinale (2:4-Niederlage gegen  Magnus Caris)
- 1995: Halbfinale (4:5-Niederlage gegen  Raymond van Barneveld)
- 1996: Viertelfinale (1:4-Niederlage gegen  Steve Beaton)
- 1997: 1. Runde (1:3-Niederlage gegen  Roger Carter)
- 1998: 1. Runde (2:3-Niederlage gegen  Robbie Widdows)
- 1999: Viertelfinale (4:5-Niederlage gegen  Chris Mason)
- 2000: 1. Runde (2:3-Niederlage gegen  Steve Coote)
- 2001: Achtelfinale (1:3-Niederlage gegen  Ronnie Baxter)
- 2002: Halbfinale (4:5-Niederlage gegen  Tony David)
- 2003: Achtelfinale (1:3-Niederlage gegen  Bob Taylor)
- 2004: 1. Runde (2:3-Niederlage gegen  Ritchie Davies)
- 2005: Finale (2:6-Niederlage gegen  Raymond van Barneveld)
- 2006: Halbfinale (2:6-Niederlage gegen  Raymond van Barneveld)
- 2007: Sieger (7:6-Sieg gegen  Phill Nixon)
- 2008: Halbfinale (4:6-Niederlage gegen  Mark Webster)
- 2009: Halbfinale (4:6-Niederlage gegen  Ted Hankey)
- 2010: Sieger (7:5-Sieg gegen  Dave Chisnall)
- 2011: Sieger (7:5-Sieg gegen  Dean Winstanley)
- 2012: Viertelfinale (2:5-Niederlage gegen  Tony O’Shea)
- 2013: 1. Runde (2:3-Niederlage gegen  Jimmy Hendriks)
- 2014: Viertelfinale (2:5-Niederlage gegen  Jan Dekker)
- 2015: Finale (6:7-Niederlage gegen  Scott Mitchell)
- 2016: 1. Runde (0:3-Niederlage gegen  Jeff Smith)
- 2017: Viertelfinale (4:5-Niederlage gegen  Jamie Hughes)
- 2018: 1. Runde (2:3-Niederlage gegen  Mark McGeeney)
- 2020: 1. Runde (2:3-Niederlage gegen  Scott Waites)

### WDF
- 2022: 1. Runde (0:2-Niederlage gegen  Jarred Cole)

### WSDT
- 2022: Finale (1:5-Niederlage gegen  Robert Thornton)
- 2023: Achtelfinale (0:3-Niederlage gegen  Leonard Gates)
- 2024: Achtelfinale (0:3-Niederlage gegen  Jim Long)
- 2025: 1. Runde (0:3-Niederlage gegen  Darryl Fitton)

## Turnierergebnisse
| Turnier                    | 1988                       | 1989                       | 1990                       | 1991                       | 1992                       | 1993                       | 1994                       | 1995                       | 1996                       | 1997                       | 1998                       | 1999                       | 2000                       | 2001                       | 2002                       | 2003                       | 2004                       | 2005                       | 2006                       | 2007                       | 2008                       | 2009                       | 2010                       | 2011                       | 2012                       | 2013                       | 2014                       | 2015                       | 2016                       | 2017                       | 2018                       | 2019                       | 2020               | 2021               | 2022               | 2023               | 2024               | 2025               |
| -------------------------- | -------------------------- | -------------------------- | -------------------------- | -------------------------- | -------------------------- | -------------------------- | -------------------------- | -------------------------- | -------------------------- | -------------------------- | -------------------------- | -------------------------- | -------------------------- | -------------------------- | -------------------------- | -------------------------- | -------------------------- | -------------------------- | -------------------------- | -------------------------- | -------------------------- | -------------------------- | -------------------------- | -------------------------- | -------------------------- | -------------------------- | -------------------------- | -------------------------- | -------------------------- | -------------------------- | -------------------------- | -------------------------- | ------------------ | ------------------ | ------------------ | ------------------ | ------------------ | ------------------ |
| BDO-Major-Turniere         |                            |                            |                            |                            |                            |                            |                            |                            |                            |                            |                            |                            |                            |                            |                            |                            |                            |                            |                            |                            |                            |                            |                            |                            |                            |                            |                            |                            |                            |                            |                            |                            |                    |                    |                    |                    |                    |                    |
| Weltmeisterschaft          | nicht qualifiziert         | nicht qualifiziert         | nicht qualifiziert         | nicht qualifiziert         | nicht qualifiziert         | nicht qualifiziert         | VF                         | HF                         | VF                         | R1                         | R1                         | VF                         | R1                         | AF                         | HF                         | AF                         | R1                         | F                          | HF                         | S                          | HF                         | HF                         | S                          | S                          | VF                         | R1                         | VF                         | F                          | R1                         | VF                         | R1                         | n/q                        | R1                 | n/a                | Verband insolvent  | Verband insolvent  | Verband insolvent  | Verband insolvent  |
| World Masters              | n/t                        | n/t                        | R3                         | n/t                        | VF                         | R1                         | HF                         | HF                         | R2                         | AF                         | HF                         | R1                         | AF                         | AF                         | AF                         | AF                         | VF                         | HF                         | F                          | VF                         | S                          | S                          | S                          | HF                         | AF                         | AF                         | HF                         | HF                         | AF                         | R1                         | R4                         | R2                         | n/a                | n/a                | Verband insolvent  | Verband insolvent  | Verband insolvent  | Verband insolvent  |
| World Trophy               | nicht ausgetragen          | nicht ausgetragen          | nicht ausgetragen          | nicht ausgetragen          | nicht ausgetragen          | nicht ausgetragen          | nicht ausgetragen          | nicht ausgetragen          | nicht ausgetragen          | nicht ausgetragen          | nicht ausgetragen          | nicht ausgetragen          | nicht ausgetragen          | nicht ausgetragen          | nicht ausgetragen          | nicht ausgetragen          | nicht ausgetragen          | nicht ausgetragen          | nicht ausgetragen          | nicht ausgetragen          | nicht ausgetragen          | nicht ausgetragen          | nicht ausgetragen          | nicht ausgetragen          | nicht ausgetragen          | nicht ausgetragen          | VF                         | R1                         | AF                         | VF                         | n/q                        | R1                         | n/a                | n/a                | Verband insolvent  | Verband insolvent  | Verband insolvent  | Verband insolvent  |
| British Professional       | R1                         | nicht ausgetragen          | nicht ausgetragen          | nicht ausgetragen          | nicht ausgetragen          | nicht ausgetragen          | nicht ausgetragen          | nicht ausgetragen          | nicht ausgetragen          | nicht ausgetragen          | nicht ausgetragen          | nicht ausgetragen          | nicht ausgetragen          | nicht ausgetragen          | nicht ausgetragen          | nicht ausgetragen          | nicht ausgetragen          | nicht ausgetragen          | nicht ausgetragen          | nicht ausgetragen          | nicht ausgetragen          | nicht ausgetragen          | nicht ausgetragen          | nicht ausgetragen          | nicht ausgetragen          | nicht ausgetragen          | nicht ausgetragen          | nicht ausgetragen          | nicht ausgetragen          | nicht ausgetragen          | nicht ausgetragen          | nicht ausgetragen          | nicht ausgetragen  | nicht ausgetragen  | Verband insolvent  | Verband insolvent  | Verband insolvent  | Verband insolvent  |
| WDF-Platin-/Major-Turniere |                            |                            |                            |                            |                            |                            |                            |                            |                            |                            |                            |                            |                            |                            |                            |                            |                            |                            |                            |                            |                            |                            |                            |                            |                            |                            |                            |                            |                            |                            |                            |                            |                    |                    |                    |                    |                    |                    |
| Weltmeisterschaft          | nicht ausgetragen          | nicht ausgetragen          | nicht ausgetragen          | nicht ausgetragen          | nicht ausgetragen          | nicht ausgetragen          | nicht ausgetragen          | nicht ausgetragen          | nicht ausgetragen          | nicht ausgetragen          | nicht ausgetragen          | nicht ausgetragen          | nicht ausgetragen          | nicht ausgetragen          | nicht ausgetragen          | nicht ausgetragen          | nicht ausgetragen          | nicht ausgetragen          | nicht ausgetragen          | nicht ausgetragen          | nicht ausgetragen          | nicht ausgetragen          | nicht ausgetragen          | nicht ausgetragen          | nicht ausgetragen          | nicht ausgetragen          | nicht ausgetragen          | nicht ausgetragen          | nicht ausgetragen          | nicht ausgetragen          | nicht ausgetragen          | nicht ausgetragen          | nicht ausgetragen  | nicht ausgetragen  | R1                 | n/t                | n/t                | n/t                |
| International League       | nicht ausgetragen          | nicht ausgetragen          | nicht ausgetragen          | nicht ausgetragen          | nicht ausgetragen          | nicht ausgetragen          | nicht ausgetragen          | nicht ausgetragen          | nicht ausgetragen          | nicht ausgetragen          | nicht ausgetragen          | nicht ausgetragen          | nicht ausgetragen          | nicht ausgetragen          | nicht ausgetragen          | HF                         | VF                         | HF                         | VF                         | GP                         | nicht ausgetragen          | nicht ausgetragen          | nicht ausgetragen          | nicht ausgetragen          | nicht ausgetragen          | nicht ausgetragen          | nicht ausgetragen          | nicht ausgetragen          | nicht ausgetragen          | nicht ausgetragen          | nicht ausgetragen          | nicht ausgetragen          | nicht ausgetragen  | nicht ausgetragen  | nicht ausgetragen  | nicht ausgetragen  | nicht ausgetragen  | nicht ausgetragen  |
| News of the World Ch'ship  | nicht qualifiziert         | nicht qualifiziert         | nicht qualifiziert         | nicht ausgetragen          | nicht ausgetragen          | nicht ausgetragen          | nicht ausgetragen          | nicht ausgetragen          | nicht ausgetragen          | HF                         | nicht ausgetragen          | nicht ausgetragen          | nicht ausgetragen          | nicht ausgetragen          | nicht ausgetragen          | nicht ausgetragen          | nicht ausgetragen          | nicht ausgetragen          | nicht ausgetragen          | nicht ausgetragen          | nicht ausgetragen          | nicht ausgetragen          | nicht ausgetragen          | nicht ausgetragen          | nicht ausgetragen          | nicht ausgetragen          | nicht ausgetragen          | nicht ausgetragen          | nicht ausgetragen          | nicht ausgetragen          | nicht ausgetragen          | nicht ausgetragen          | nicht ausgetragen  | nicht ausgetragen  | nicht ausgetragen  | nicht ausgetragen  | nicht ausgetragen  | nicht ausgetragen  |
| European Masters           | nicht ausgetragen          | nicht ausgetragen          | nicht ausgetragen          | nicht ausgetragen          | nicht ausgetragen          | nicht ausgetragen          | nicht ausgetragen          | AF                         | nicht ausgetragen          | nicht ausgetragen          | nicht ausgetragen          | nicht ausgetragen          | nicht ausgetragen          | nicht ausgetragen          | nicht ausgetragen          | nicht ausgetragen          | nicht ausgetragen          | nicht ausgetragen          | nicht ausgetragen          | nicht ausgetragen          | nicht ausgetragen          | nicht ausgetragen          | nicht ausgetragen          | nicht ausgetragen          | nicht ausgetragen          | nicht ausgetragen          | nicht ausgetragen          | nicht ausgetragen          | nicht ausgetragen          | nicht ausgetragen          | nicht ausgetragen          | nicht ausgetragen          | nicht ausgetragen  | nicht ausgetragen  | nicht ausgetragen  | nicht ausgetragen  | nicht ausgetragen  | nicht ausgetragen  |
| World Trophy               | nicht ausgetragen          | nicht ausgetragen          | nicht ausgetragen          | nicht ausgetragen          | nicht ausgetragen          | nicht ausgetragen          | nicht ausgetragen          | nicht ausgetragen          | nicht ausgetragen          | nicht ausgetragen          | nicht ausgetragen          | nicht ausgetragen          | nicht ausgetragen          | nicht ausgetragen          | AF                         | VF                         | F                          | HF                         | F                          | VF                         | nicht ausgetragen          | nicht ausgetragen          | nicht ausgetragen          | nicht ausgetragen          | nicht ausgetragen          | nicht ausgetragen          | nicht ausgetragen          | nicht ausgetragen          | nicht ausgetragen          | nicht ausgetragen          | nicht ausgetragen          | nicht ausgetragen          | nicht ausgetragen  | nicht ausgetragen  | nicht ausgetragen  | nicht ausgetragen  | nicht ausgetragen  | nicht ausgetragen  |
| WDF World Cup              | n/a                        | n/t                        | n/a                        | n/t                        | n/a                        | n/t                        | n/a                        | S                          | n/a                        | R3                         | n/a                        | R1                         | n/a                        | S                          | n/a                        | HF                         | n/a                        | AF                         | n/a                        | AF                         | n/a                        | AF                         | n/a                        | F                          | n/a                        | n/t                        | n/a                        | n/t                        | n/a                        | n/t                        | n/a                        | n/t                        | nicht ausgetragen  | nicht ausgetragen  | nicht ausgetragen  | n/t                | n/a                | n/t                |
| WDF Europe Cup             | n/t                        | n/a                        | n/t                        | n/a                        | n/t                        | n/a                        | F                          | n/a                        | S                          | n/a                        | AF                         | n/a                        | VF                         | n/a                        | HF                         | n/a                        | R3                         | n/a                        | R2                         | n/a                        | HF                         | n/a                        | VF                         | n/a                        | R2                         | n/a                        | n/t                        | n/a                        | n/t                        | n/a                        | n/t                        | nicht ausgetragen          | nicht ausgetragen  | nicht ausgetragen  | n/t                | n/a                | n/t                | n/a                |
| Finder Masters             | nicht ausgetragen          | nicht ausgetragen          | nicht ausgetragen          | nicht ausgetragen          | nicht ausgetragen          | nicht ausgetragen          | nicht ausgetragen          | ?                          | S                          | nicht ausgetragen          | nicht ausgetragen          | nicht ausgetragen          | S                          | VF                         | VF                         | VF                         | GP                         | F                          | n/a                        | VF                         | GP                         | F                          | HF                         | HF                         | GP                         | GP                         | VF                         | F                          | VF                         | GP                         | GP                         | nicht ausgetragen          | nicht ausgetragen  | nicht ausgetragen  | nicht ausgetragen  | nicht ausgetragen  | nicht ausgetragen  | nicht ausgetragen  |
| PDC-Ranking-Turniere       |                            |                            |                            |                            |                            |                            |                            |                            |                            |                            |                            |                            |                            |                            |                            |                            |                            |                            |                            |                            |                            |                            |                            |                            |                            |                            |                            |                            |                            |                            |                            |                            |                    |                    |                    |                    |                    |                    |
| World Matchplay            | nicht ausgetragen          | nicht ausgetragen          | nicht ausgetragen          | nicht ausgetragen          | nicht ausgetragen          | nicht ausgetragen          | nicht teilgenommen         | nicht teilgenommen         | nicht teilgenommen         | nicht teilgenommen         | nicht teilgenommen         | nicht teilgenommen         | R1                         | HF                         | nicht teilgenommen         | nicht teilgenommen         | nicht teilgenommen         | nicht teilgenommen         | nicht teilgenommen         | nicht teilgenommen         | nicht teilgenommen         | nicht teilgenommen         | nicht teilgenommen         | nicht teilgenommen         | nicht teilgenommen         | nicht teilgenommen         | nicht teilgenommen         | nicht teilgenommen         | nicht teilgenommen         | nicht teilgenommen         | nicht teilgenommen         | nicht teilgenommen         | nicht teilgenommen | nicht teilgenommen | nicht teilgenommen | nicht teilgenommen | nicht teilgenommen | nicht teilgenommen |
| World Grand Prix           | nicht ausgetragen          | nicht ausgetragen          | nicht ausgetragen          | nicht ausgetragen          | nicht ausgetragen          | nicht ausgetragen          | nicht ausgetragen          | nicht ausgetragen          | nicht ausgetragen          | nicht ausgetragen          | nicht teilgenommen         | nicht teilgenommen         | nicht teilgenommen         | nicht teilgenommen         | VF                         | nicht teilgenommen         | nicht teilgenommen         | nicht teilgenommen         | nicht teilgenommen         | nicht teilgenommen         | nicht teilgenommen         | nicht teilgenommen         | nicht teilgenommen         | nicht teilgenommen         | nicht teilgenommen         | nicht teilgenommen         | nicht teilgenommen         | nicht teilgenommen         | nicht teilgenommen         | nicht teilgenommen         | nicht teilgenommen         | nicht teilgenommen         | nicht teilgenommen | nicht teilgenommen | nicht teilgenommen | nicht teilgenommen | nicht teilgenommen | nicht teilgenommen |
| Grand Slam                 | nicht ausgetragen          | nicht ausgetragen          | nicht ausgetragen          | nicht ausgetragen          | nicht ausgetragen          | nicht ausgetragen          | nicht ausgetragen          | nicht ausgetragen          | nicht ausgetragen          | nicht ausgetragen          | nicht ausgetragen          | nicht ausgetragen          | nicht ausgetragen          | nicht ausgetragen          | nicht ausgetragen          | nicht ausgetragen          | nicht ausgetragen          | nicht ausgetragen          | nicht ausgetragen          | nicht teilgenommen         | nicht teilgenommen         | nicht teilgenommen         | nicht teilgenommen         | nicht teilgenommen         | nicht teilgenommen         | nicht teilgenommen         | n/q                        | AF                         | GP                         |                            |                            |                            |                    |                    |                    |                    |                    |                    |
| WSD-Major-Turniere         |                            |                            |                            |                            |                            |                            |                            |                            |                            |                            |                            |                            |                            |                            |                            |                            |                            |                            |                            |                            |                            |                            |                            |                            |                            |                            |                            |                            |                            |                            |                            |                            |                    |                    |                    |                    |                    |                    |
| Weltmeisterschaft          | nicht ausgetragen          | nicht ausgetragen          | nicht ausgetragen          | nicht ausgetragen          | nicht ausgetragen          | nicht ausgetragen          | nicht ausgetragen          | nicht ausgetragen          | nicht ausgetragen          | nicht ausgetragen          | nicht ausgetragen          | nicht ausgetragen          | nicht ausgetragen          | nicht ausgetragen          | nicht ausgetragen          | nicht ausgetragen          | nicht ausgetragen          | nicht ausgetragen          | nicht ausgetragen          | nicht ausgetragen          | nicht ausgetragen          | nicht ausgetragen          | nicht ausgetragen          | nicht ausgetragen          | nicht ausgetragen          | nicht ausgetragen          | nicht ausgetragen          | nicht ausgetragen          | nicht ausgetragen          | nicht ausgetragen          | nicht ausgetragen          | nicht ausgetragen          | nicht ausgetragen  | nicht ausgetragen  | F                  | AF                 | AF                 | R1                 |
| Matchplay                  | nicht ausgetragen          | nicht ausgetragen          | nicht ausgetragen          | nicht ausgetragen          | nicht ausgetragen          | nicht ausgetragen          | nicht ausgetragen          | nicht ausgetragen          | nicht ausgetragen          | nicht ausgetragen          | nicht ausgetragen          | nicht ausgetragen          | nicht ausgetragen          | nicht ausgetragen          | nicht ausgetragen          | nicht ausgetragen          | nicht ausgetragen          | nicht ausgetragen          | nicht ausgetragen          | nicht ausgetragen          | nicht ausgetragen          | nicht ausgetragen          | nicht ausgetragen          | nicht ausgetragen          | nicht ausgetragen          | nicht ausgetragen          | nicht ausgetragen          | nicht ausgetragen          | nicht ausgetragen          | nicht ausgetragen          | nicht ausgetragen          | nicht ausgetragen          | nicht ausgetragen  | nicht ausgetragen  | HF                 | n/t                | VF                 | n/a                |
| Masters                    | nicht ausgetragen          | nicht ausgetragen          | nicht ausgetragen          | nicht ausgetragen          | nicht ausgetragen          | nicht ausgetragen          | nicht ausgetragen          | nicht ausgetragen          | nicht ausgetragen          | nicht ausgetragen          | nicht ausgetragen          | nicht ausgetragen          | nicht ausgetragen          | nicht ausgetragen          | nicht ausgetragen          | nicht ausgetragen          | nicht ausgetragen          | nicht ausgetragen          | nicht ausgetragen          | nicht ausgetragen          | nicht ausgetragen          | nicht ausgetragen          | nicht ausgetragen          | nicht ausgetragen          | nicht ausgetragen          | nicht ausgetragen          | nicht ausgetragen          | nicht ausgetragen          | nicht ausgetragen          | nicht ausgetragen          | nicht ausgetragen          | nicht ausgetragen          | nicht ausgetragen  | nicht ausgetragen  | VF                 | AF                 | VF                 | n/a                |
| Champion of Champions      | nicht ausgetragen          | nicht ausgetragen          | nicht ausgetragen          | nicht ausgetragen          | nicht ausgetragen          | nicht ausgetragen          | nicht ausgetragen          | nicht ausgetragen          | nicht ausgetragen          | nicht ausgetragen          | nicht ausgetragen          | nicht ausgetragen          | nicht ausgetragen          | nicht ausgetragen          | nicht ausgetragen          | nicht ausgetragen          | nicht ausgetragen          | nicht ausgetragen          | nicht ausgetragen          | nicht ausgetragen          | nicht ausgetragen          | nicht ausgetragen          | nicht ausgetragen          | nicht ausgetragen          | nicht ausgetragen          | nicht ausgetragen          | nicht ausgetragen          | nicht ausgetragen          | nicht ausgetragen          | nicht ausgetragen          | nicht ausgetragen          | nicht ausgetragen          | nicht ausgetragen  | nicht ausgetragen  | nicht ausgetragen  | HF                 | HF                 | VorR               |
| Karrierestatistiken        |                            |                            |                            |                            |                            |                            |                            |                            |                            |                            |                            |                            |                            |                            |                            |                            |                            |                            |                            |                            |                            |                            |                            |                            |                            |                            |                            |                            |                            |                            |                            |                            |                    |                    |                    |                    |                    |                    |
| Jahresendplatzierung       | unbekannt                  | unbekannt                  | unbekannt                  | unbekannt                  | unbekannt                  | unbekannt                  | 4                          | 3                          | 1                          | 4                          | ?                          | 6                          | ?                          | 2                          | 4                          | 6                          | 7                          | 2                          | 10                         | 4                          | 3                          | 3                          | 1                          | 1                          | 2                          | 28                         | 3                          | 2                          | 5                          | 19                         | 49                         | 23                         | 8                  | 29                 | ?                  | 4                  | 8                  | 13                 |
| Verband                    | British Darts Organisation | British Darts Organisation | British Darts Organisation | British Darts Organisation | British Darts Organisation | British Darts Organisation | British Darts Organisation | British Darts Organisation | British Darts Organisation | British Darts Organisation | British Darts Organisation | British Darts Organisation | British Darts Organisation | British Darts Organisation | British Darts Organisation | British Darts Organisation | British Darts Organisation | British Darts Organisation | British Darts Organisation | British Darts Organisation | British Darts Organisation | British Darts Organisation | British Darts Organisation | British Darts Organisation | British Darts Organisation | British Darts Organisation | British Darts Organisation | British Darts Organisation | British Darts Organisation | British Darts Organisation | British Darts Organisation | British Darts Organisation | WDF                | WDF                | WSD                | WSD                | WSD                | WSD                |

| Legende zu den Turnierergebnissen | Legende zu den Turnierergebnissen | Legende zu den Turnierergebnissen | Legende zu den Turnierergebnissen | Legende zu den Turnierergebnissen | Legende zu den Turnierergebnissen | Legende zu den Turnierergebnissen | Legende zu den Turnierergebnissen | Legende zu den Turnierergebnissen | Legende zu den Turnierergebnissen |
| --------------------------------- | --------------------------------- | --------------------------------- | --------------------------------- | --------------------------------- | --------------------------------- | --------------------------------- | --------------------------------- | --------------------------------- | --------------------------------- |
| n/t                               | nicht teilgenommen                | n/q                               | nicht qualifiziert                | n/a                               | nicht ausgetragen                 | #R                                | Aus in jeweiliger Runde           | GP                                | Aus in der Gruppenphase           |
| AF                                | Achtelfinalist                    | VF                                | Viertelfinalist                   | HF                                | Halbfinalist                      | F                                 | Turnierfinalist                   | S                                 | Turniersieger                     |

## Titel

### BDO
- Majors
  - BDO World Darts Championship: (3) 2007, 2010, 2011
  - World Masters: (3) 2008, 2009, 2010
  - Finder Darts Masters: (2) 1996, 2000
  - British Matchplay: (1) 1996
- Weitere
  - British Open: (2) 1994, 2004
  - British Pentathlon: (9) 1994, 1996, 1999, 2000, 2001, 2004, 2008, 2009, 2011
  - German Open: (2) 2001, 2007
  - IDPA Lakeside Classic: (1) 2009
  - Sunpark Masters: (1) 2009
  - BDO International Open: (2) 2010, 2014
  - Dutch Open: (4) 2010, 2011, 2015, 2016
  - Hal Open: (3) 2012, 2014, 2015
  - Belgium Open: (1) 2013
  - Antwerp Open: (1) 2013
  - Welsh Open: (1) 2014
  - Italian Open: (1) 2018

### PDC
- Weitere
  - Scania Open: (1) 1999
  - Denmark Open: (1) 2000
  - Sunparks Masters: (1) 2000
  - Antwerp Open: (1) 2001

### Andere
- Granite City Open: (2) 2005, 2007
- Okells Jubilee Trophy: (1) 2010